# VW 1100
Der Containerschiffstyp VW 1100 der Volkswerft Stralsund wurde in einer Serie von drei Schiffen gebaut.

## Einzelheiten
Die Baureihe VW 1100 der Stralsunder Volkswerft wurde in den Jahren 1994/95 für die deutsche Reederei Schepers gebaut. Der Entwurf geht auf den in den 1980er Jahren beim Bremer Vulkan entworfenen und gebauten Schiffstyp BV 1000 zurück. Noch im Jahr 1995 wurde die Baureihe durch den weiterentwickelten Typ VW 1100.1 fortgesetzt.
Die Schiffe sind als Mehrzweck-Trockenfrachtschiffe mit weit achterem Deckshaus ausgelegt. In der Hauptsache werden sie im Containertransport eingesetzt. Die Containerkapazität beträgt 1104 TEU, bei homogen beladenen 14-Tonnen-Containern sind es entsprechend weniger. Die Schiffe besitzen drei Laderäume, die mit Pontonlukendeckeln verschlossen werden. Die Schiffe wurden zum Einsatz in Gebieten mit schlecht ausgebauter Hafeninfrastruktur entwickelt und sind daher mit jeweils zwei mittschiffs angeordneten NMF-Kränen von je 45 Tonnen Kapazität ausgerüstet.
Ein Charakteristikum des Typs ist die beidseitig nach außen vorstehende Containeraussparung im oberen Schanzkleid des Vorschiffsbereichs (sie ermöglicht zwei TEU mehr Stellplatz an Deck), ein anderes die schräg zulaufende Verjüngung der beiden oberen Decks des Deckshauses. Die Schiffe sind mit am Heck angeordneten Freifallrettungsbooten ausgerüstet.
Der Antrieb der Schiffe besteht aus einem Zweitakt-Dieselmotor des Herstellers Dieselmotorenwerk Rostock (DMR) mit einer Leistung von rund 10.000 kW. Der Motor wirkt direkt auf den Festpropeller und ermöglicht eine Geschwindigkeit von 18,5 Knoten Dienstgeschwindigkeit und 19,25 Knoten Höchstgeschwindigkeit. Weiterhin stehen drei Hilfsdiesel und ein Notdiesel-Generator zur Verfügung. Die An- und Ablegemanöver werden durch ein Bugstrahlruder unterstützt.

## Bauliste
| VW-1100-Containerschiffe | VW-1100-Containerschiffe | VW-1100-Containerschiffe | VW-1100-Containerschiffe | VW-1100-Containerschiffe    | VW-1100-Containerschiffe                                                                      |
| Ablieferung/Baujahr      | Bauname                  | Baunummer                | IMO-Nummer               | Reederei                    | Umbenennungen und Verbleib                                                                    |
| ------------------------ | ------------------------ | ------------------------ | ------------------------ | --------------------------- | --------------------------------------------------------------------------------------------- |
| 26. Juni 1995            | Katrin S                 | 401                      | 9106625                  | Reederei Schepers, Elsfleth | MSC Panama, Lykes Commodore, Karin S, CCNI Altamira, CSAV Dominicana, Karin S, Meratus Malino |
| 7. Juli 1995             | Inga S                   | 402                      | 9106637                  | Reederei Schepers, Elsfleth | CMA CGM Cordillera, Inga S, M-Inga, Meratus Makassar                                          |
| 28. Oktober 1995         | Bernhard S               | 403                      | 9106649                  | Reederei Schepers, Elsfleth | MOL Manaus, Bernhard S, Sakura, Bernhard S, Andrea, Meratus Mamiri                            |